# Тасарицький сільський округ (Толебійський район)
Тасари́цький сільський округ (каз. Тасарық ауылдық округі, рос. Тасарыкский сельский округ) — адміністративна одиниця у складі Толебійського району Туркестанської області Казахстану. Адміністративний центр — село Тасарик.
Населення — 4290 осіб (2021; 3928 у 2009, 3650 у 1999, 3479 у 1989).
Станом на 1989 рік існувала Каскасуська сільська рада (села Блінково, Джамбул, Каратобе, Кизилблек, Онтустік). Пізніше село Каратобе було передано до складу Кемекалганського сільського округу.

## Склад
До складу округу входять такі населені пункти:
| Населений пункт | Колишні назви | Населення, осіб (1989) | Населення, осіб (1999) | Населення, осіб (2009) | Населення, осіб (2021) |
| --------------- | ------------- | ---------------------- | ---------------------- | ---------------------- | ---------------------- |
| Жамбил, село    | Джамбул       | 1151                   | 671                    | 759                    | 706                    |
| Онтустік, село  | -             | 352                    | 566                    | 453                    | 451                    |
| Тасарик, село   | Блінково      | 1224                   | 1406                   | 1556                   | 1471                   |
| Ханарик, село   | Кизилблек     | 752                    | 1007                   | 1160                   | 1662                   |